# Pamela Alfred
Pamela Alfred (sinh ngày 28 tháng 9 năm 1978 trong St Lucia) là một cựu quốc tế vận động viên cricket người đã đóng Bốn One Day Internationals nữ (ODIs) cho West Indies vào năm 2003. Một thuận tay phải batsman và phải cánh tay tốc độ trung bình bowler, cô ghi được 53 run và 3 wicket trong ODI.